# Svobodný film
Svobodný film (angl. Free Cinema) bylo zpočátku hnutí mladých britských dokumentaristů, kteří své filmy natočili s pomocí British Film Institute v letech 1956-1959. Jejich tématem byla současná Anglie s problémy vyplývajícími z tradičního třídního rozvrstvení společnosti a počátky mládežnické kultury v tomto období. Lindsay Anderson, Karel Reisz a Tony Richardson později přenesli dokumentaristické prvky a sociální akcenty Svobodného filmu do svých prvních hraných filmů.